# Pop progressivo
Pop progressivo é um subgênero musical da música pop que se originou nos Estados Unidos e Reino Unido em meados da década de 1960, caracterizado por tentar romper com a fórmula padrão da música pop, centralizando as suas músicas para além das estruturas espectáveis da massa comercial, investindo numa mensagem mais artística e introspectiva. Algumas características estilísticas e notáveis do pop progressivo incluem ganchos e earworms, instrumentação não ortodoxa ou colorida, mudanças no tom e no ritmo, experimentos com formas maiores e tratamentos inesperados, disruptivos ou irônicos de convenções passadas.
O movimento começou como um subproduto do boom econômico de meados da década de 1960, quando as gravadoras começaram a investir em artistas e permitiram aos artistas controle limitado sobre seu próprio conteúdo e marketing. Grupos que combinaram rock and roll com vários outros estilos musicais, como ragas indianas e melodias de influência asiática, acabaram influenciando a criação do rock progressivo (ou "prog"). Quando os discos progressivos começaram a cair nas vendas, alguns artistas voltaram a um som mais acessível que permaneceu comercialmente atraente até a década de 1990.

## Origem e popularidade
Em meados da década de 1960, a música pop fez repetidas incursões em novos sons, estilos e técnicas que inspiraram o discurso público entre seus ouvintes. A palavra "progressivo" era frequentemente usada, e pensava-se que cada música e single seria uma "progressão" do anterior. Os Beach Boys e os Beatles estavam entre os primeiros progenitores do pop progressivo através de álbuns como Pet Sounds e Sgt. Pepper, respectivamente. O autor Bill Martin reconhece as bandas como os contribuintes mais significativos para o desenvolvimento do rock progressivo, transformando o rock da dance music em música que foi feita para ouvir. Antes do pop progressivo do final da década de 1960, os artistas eram tipicamente incapazes de decidir sobre o conteúdo artístico de sua música. O líder dos Beach Boys, Brian Wilson, é creditado por estabelecer um precedente que permitiu que bandas e artistas entrassem em um estúdio de gravação e atuassem como seus próprios produtores.
Citando um estudo quantitativo de tempos na música da época, o musicólogo Walter Everett identifica o álbum Rubber Soul dos Beatles de 1965 como um trabalho que foi "feito mais para ser pensado do que dançado", e um álbum que "começou uma trend" em sua desaceleração dos tempos normalmente usados na música pop e rock. Em meados de 1966, o lançamento no Reino Unido de Pet Sounds dos Beach Boys foi acompanhado por anúncios na imprensa musical local dizendo que era "o álbum pop mais progressivo de todos os tempos!" Troy Smith, de Cleveland, acredita que o álbum "estabeleceu o grupo como precursor do pop progressivo, 'Wouldn't It Be Nice', um single estilo Wall of Sound". Em outubro, Pet Sounds foi seguido pelo single psicodélico e elaboradamente arranjado "Good Vibrations". "ponto de partida mais óbvio" no gênero. No final da década de 1960, a música pop progressiva foi recebida com dúvida e desinteresse. Pete Townshend do The Who refletiu que "muita besteira psicodélica estava acontecendo", referindo-se ao "lixo" sendo promovido nas paradas, e que muitos artistas que estavam fazendo trabalhos ambiciosos foram instantaneamente rotulados como "pretensiosos". Ele acreditava: "Qualquer um que fosse bom... estava mais ou menos se tornando insignificante novamente". Em 1969, o escritor Nik Cohn relatou que a indústria da música pop foi dividida "aproximadamente oitenta por cento feia e vinte por cento idealista", com oitenta por cento sendo "pop principal" e os vinte por cento sendo "pop progressivo [desenvolvido para] uma sensação esotérica". Ele previu que em dez anos, o gênero seria chamado por outro nome (possivelmente "música elétrica"), e que sua relação com a música pop seria semelhante àquela entre filmes de arte e Hollywood. Enquanto o pop progressivo não "reduziu a um culto minoritário", como Cohn escreveu um ano depois, "na Inglaterra, eu não estava totalmente errado... crescendo e, James Taylor alcançou o mesmo apelo de massa que as estrelas anteriores.
O rock progressivo foi inaugurado na década de 1970, seguindo diretamente a combinação de grandiosidade clássica e experimentalismo pop da década de 1960. Embora tenha alcançado grande popularidade, a partir de 1976, o gênero declinou em vendas e passou a ser tocado com menos frequência nas rádios FM. De acordo com Breithaupt, isso criou um vácuo para "uma série de bandas novas e 'sérias' mais leves, cujo humor (Queen), inteligência pop (Supertramp) e estilo (Roxy Music) garantiria sua sobrevivência até os anos oitenta... eles atendiam aos requisitos melódicos da rádio AM enquanto ainda produziam um trabalho original e cuidadoso". Bandas como Queen e Electric Light Orchestra (ELO) tocaram um tipo de pop progressivo baseado no rock progressivo sem comprometer seu gráfico. Geoff Downes, dos Buggles, que considerava sua banda uma continuação das tradições progressivas do ELO e do 10cc, diz: Até mesmo o ABBA tinha seções em sua música que eram bastante intrincadas. Adoramos todos aqueles truques e experimentações de estúdio. Paralelo a isso, havia bandas como Yes, que estavam experimentando no estúdio em um formato de rock mais progressivo". O fundador da Porcupine Tree, Steven Wilson opinou que havia discos pop progressivos "extremamente ambiciosos" nas décadas de 1970 e 1980 que eram "bastante acessíveis na superfície, mas se você [escolher] se envolver com eles em um nível mais profundo, você [poderia] encontrar camadas na produção, musicalidade e algumas letras pensativas."
Os discos de pop-prog venderam mal e apareceram fora de moda após o surgimento da new wave e do punk rock. No final da década de 1970, a era das gravadoras investindo em seus artistas, dando-lhes liberdade para experimentar e controle limitado sobre seu conteúdo e marketing havia terminado. Artistas corporativos e pessoal de repertório começaram a exercer um controle cada vez maior sobre o processo criativo que anteriormente pertencia aos artistas. Algumas das principais bandas progressivas fizeram a transição para um som mais comercial e não enfatizaram a evocação da música artística. No início da década de 1980, a visão predominante era de que o estilo prog-rock havia deixado de existir. Alguns artistas pop mainstream, como Tears for Fears, continuaram as tradições do prog-pop. Em 1985, Simon Reynolds observou que o movimento New Pop tentou "ligar" a divisão entre o pop "progressivo" e sua contraparte de massa/paradas, descrevendo seu relacionamento geral como "um entre meninos e meninas, classe média e de classe trabalhadora".
Em 2008, John Wray do The New York Times discutiu "o retorno do one-man band", observando uma recente tendência pop progressiva que envolvia grandes bandas ou coletivos "com um desdém por hierarquias claramente definidas", observando exemplos como como Arcade Fire, Broken Social Scene e Animal Collective.